# The undefined design
The undefined design is het tweede studioalbum van de Amerikaanse progressieve-rockband Man on Fire.

## Productie
De band had zich gevestigd in Atlanta waar de opnamen plaatsvonden in de Caffeine Trax en 10Tornado Studios. Sinds 1998 bestond de band nog steeds alleen uit zanger-toetsenist Jeff Hodges en gitarist-bassist Eric Sands, die een aantal gastmusici inschakelden. Zo was David Ragsdale (Kansas) verantwoordelijk voor de vioolklanken.

## Ontvangst
De sound van het album werd door Dick van der Heijde van ProgWereld vergeleken met die van Rush. Hij was zeer te spreken over het album, waarvan hij schreef dat "deze plaat het in zich [heeft] om MOF wereldwijd te laten doorbreken". Hij noemde de productie "eigenzinnig en zeer industrieel klinkend, enigszins kil zelfs." Tonny Larsen van Progplanet was gematigd positief. Hij noemde de band "derivative" maar de herkenbare melodieën "brilliant".

## Muziek
| Nr. | Titel                                                                | Duur  |
| --- | -------------------------------------------------------------------- | ----- |
| 1.  | Awake (1.Prayer in the moonlight 2.Bitter tears bruning 3.Ascension) | 11:12 |
| 4.  | Seven thunders wide                                                  | 4:07  |
| 5.  | Where is the light?                                                  | 4:57  |
| 6.  | Entertaining angels                                                  | 3:41  |
| 7.  | Great divide                                                         | 5:07  |
| 8.  | Inside of the circle                                                 | 4:36  |
| 9.  | Clouds in the Sun                                                    | 5:19  |
| 10. | Wasted time                                                          | 5:52  |
| 11. | Two views                                                            | 4:25  |
| 12. | Just out of reach                                                    | 5:56  |

## Bezetting
- Jeff Hodges – zang, toetsinstrumenten, samples en loops
- Eric Sands – basgitaar, gitaar
- Steve Carroll – teksten

Met:
- David Ragsdale – viool op tracks 5,9, en 12
- David Smith – slagwerk en percussie op tracks 1, 2, 3, 4 en 7
- Jimmy Mouton – slagwerk, percussie op tracks 5, 6, 8 9 en 12
- Adam Stoker – slagwerk op track 10
- Trish Howell – achtergrondzang op track 2